# Den Nye Dialog
Den Nye Dialog (ISSN 0900-1441) er medlemsbladet for Dialogcentret. Den Nye Dialog udkommer fire gange om året i ca. 2800 eksemplarer med den daglige leder af Dialogcentret som ansvarshavende redaktør – p.t. Jens Linderoth, og p.t. med journalist Per Borgaard som redaktionssekretær. Den Nye Dialog produceres i Århus på Dialogcentrets adresse, Katrinebjergvej 46.
Den Nye Dialog udkom første gang i 1980 under navnet Dialog, men efter at have erfaret, at der allerede fandtes et blad med dette navn, ændrede Dialogcentret navnet på sit blad til Den Nye Dialog i 1985.
Den Nye Dialog indeholder især artikler med et teologisk, religionsvidenskabeligt og religionsdialogisk indhold med både information om, refleksion over og polemik imod nye religiøse bevægelser – nyåndelighed, sekter, okkultisme osv. I praksis skrives bladet primært af Dialogcentrets ansatte stab, men gæsteskribenter optræder.
Stort set alle artikler fra bladet fra 1980 til i dag kan læses her: